# نيفيله

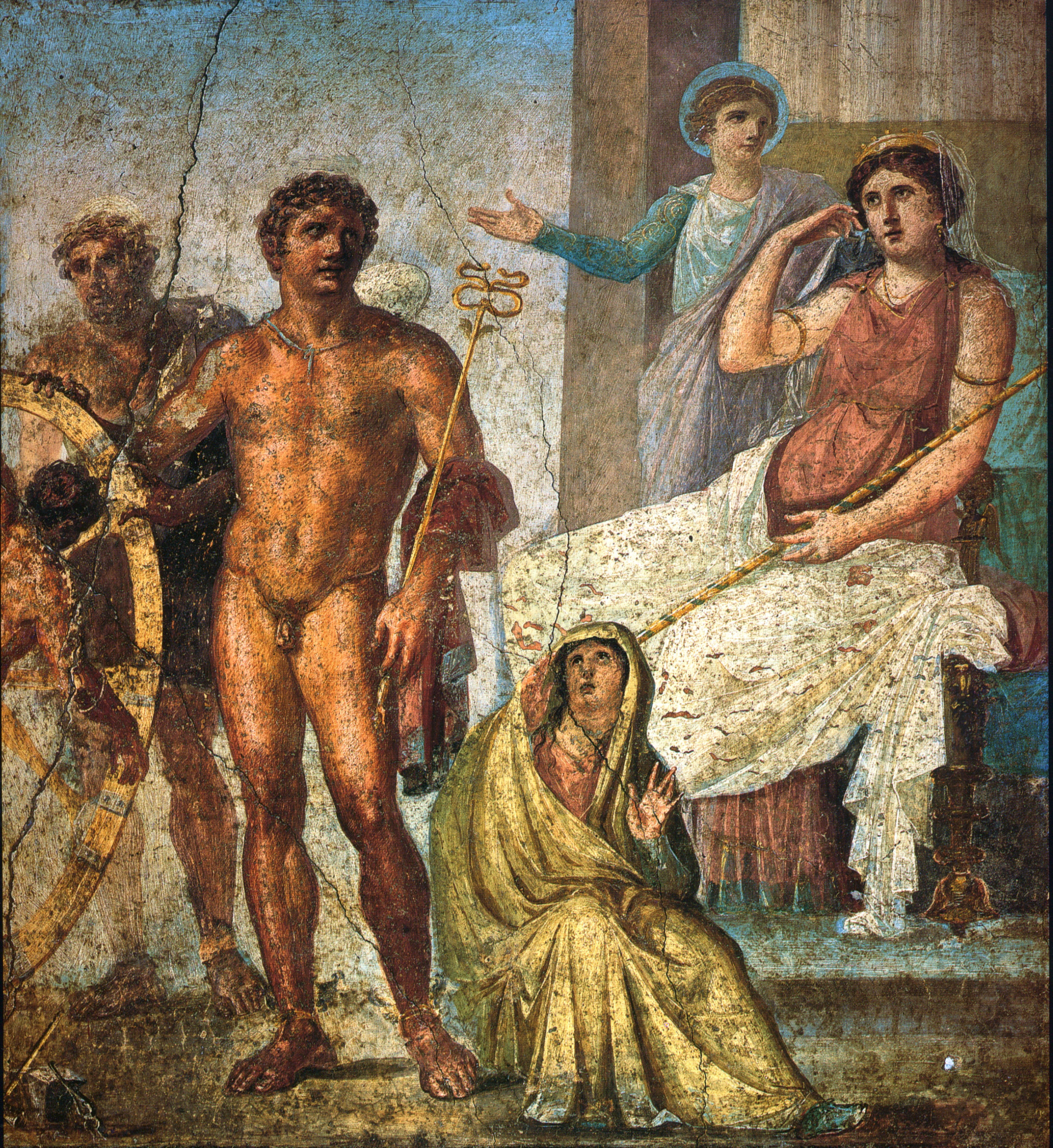
لوحة من رومان فريسكو تصور نيفيله.

نيفيله (باليونانية: Νεφέλη)‏ هي حورية غيمية ظهرت في قصة فريكسوس وهيله، وهي أيضاً إلهة الشفاء، حسب الأسطورة نيفيله هي حورية مخلوقة من قبل زيوس على شكل هيرا وذلك بعد افتقاده لهيرا، ومع هذا نيفيله لم تعوض زيوس عن غياب هيرا، نيفيله تزوجت من أثاماس بعد طلاقه من إينو، فريكسوس وهيله ابني أثاماس ونيفيله كانوا مكروهين من زوجة والدهم إينو التي جعلتهم غير قادرين على النمو، ذكرت الأساطير أن الفلاحين أثناء المجاعة طلبوا معونتها في حين أن إينو أرسلت رجال لقتل فريكسوس بعدما إدعت أنها تعاني منه، وقبل أن يقتل فريكسوس يتم إنقاذه مع شقيقته هيله عن طريق طائر ذهبي أرسل بواسطة والدتهما الحقيقة نيفيله فيعبر بهم الطير بحر الدردنيل ويوصلهم إلى كولخيس ويبقون تحت حماية ملكها آيتيس حيث يتزوج هناك من كالكيوبي ابنة آيتيس، في حين يقوم فريكسوس بمنح الصوف الذهبي لأيتيس والذي يأخذه جاسون فيما بعد.